# Igal Shidad
Igal Shidad est un personnage des contes somaliens. Il est connu à travers ses récits comme un poltron inégalé.
Certes poltron, mais son talent d'orateur, pour justifier toujours sa peur et ses fuites, lors des combats, a fait de lui une légende, à la fois drôle et rocambolesque.